# Desmoclystia prouti
Desmoclystia prouti là một loài bướm đêm trong họ Geometridae.